# Gai-Luron
Gai-Luron è un personaggio dei fumetti francese creato da Marcel Gotlib nel 1964. Inizialmente era un personaggio secondario nel fumetto, Nanar, Jujube e Piette, autore Gotlib, pubblicato su Vaillant.  Nell'arco di poco tempo Gai-Luron è diventato rapidamente il personaggio principale e così si decise di creare una propria serie che fu chiamata Gai-Luron nel 1967 e poi, quando Vaillant fu trasformato in Pif Gadget nel 1969, Gai-Luron ou la joie de vivre.

## Il fumetto
Gai-Luron nelle tavole del fumetto Nanar, Jujube e Piette appare inizialmente come un personaggio secondario che a volte disturba la storia, seguendo un modello già avviato in Gaston Lagaffe. Come il suo nome non indica, Gai-Luron è un cane dallo sguardo apatico e dal volto inespressivo largamente ispirato al Droopy di Tex Avery. L'umorismo un po' assurdo che permette a Marcel Gotlib di prendersi una maggiore libertà dagli standard dei fumetti degli anni '60.
Rapidamente, i personaggi di Jujube e Gai-Luron si trasformano: si raddrizzano e parlano, almeno tra di loro, e l'azione si concentra nuovamente su di loro, mentre gli altri personaggi diventano secondari e scompaiono del tutto nella seconda metà del 1965. La serie Nanar, Jujube e Piette scompare quindi dentro il dicembre 1965 e viene ribattezzato in Jujube e Gai-Luron dove solo Jujube rimane presente contro Gai-Luron. La ridenominazione delle tavole avviene rapidamente. La prima illustrazione doppia di Jujube e Gai-Luron mostra, nel primo pannello, Gai-Luron scende dall'area del titolo attraverso un portello aperto nella parte superiore del giornale. Vengono così "liquidati" i personaggi secondari, mentre Gotlib porta novità importanti per l'epoca: i personaggi considerati dipendenti dell'editore, che rompono i limiti del fumetto e che si rivolgono al lettore. Da quel momento in poi le storie di Gai-Luron ruoteranno principalmente attorno a due temi: in alcune, Jujube vuole far fare o insegnare qualcosa a Gai-Luron, e finisce immancabilmente per rendersi ridicolo (sempre seguendo il modello di Droopy). Un altro tipo di storia è quella in cui Gai-Luron e Jujube hanno il compito di rispondere alla posta dei lettori. La storia inizia con l'apertura della posta: l'unica lettera pervenuta proviene generalmente da "Jean-Pierre Liégeois, giovane lettore del giornale regionale francese Var" (questo nome era in realtà quello del suocero di Gotlib, domiciliato a Hyères). Jujube e Gai-Luron si affrettano poi a rispondere in modo eccentrico alla domanda – a volte ingenua o incongrua – posta da questo lettore. Alcuni di questi personaggi sono sorprendentemente simili, nel loro spirito comico, a ciò che Gotlib avrebbe poi fatto in Rubrique-à-brac. Mademoiselle Dolly, un'affascinante cagnolina inglese, diventa la cara amica di Gai-Luron a cui Jujube dà consigli su come conquistarla (Mademoiselle Dolly sarà sostituita in seguito da Belle-Lurette). La serie divenne Gai-Luron nel 1967 poi, quando Vaillant fu trasformato in un Pif Gadget  nel 1969, fu denominata Gai-Luron ou la joie de vivre.
Gotlib abbandonò gradualmente Gai-Luron dal 1969: lasciò il disegno al suo assistente, pur continuando a scrivere le sceneggiature. Henry Dufranne ha realizzato la serie da solo dal 1971.
Tra il 1981 e il 1983, Gai-Luron ha fatto alcune apparizioni su Pif Gadget e dal 1984, un nuovo personaggio fu elaborato per Gai-Luron, aveva un tono più adulto e apparve nel mensile di fumetti Fluide glacial  : "Gai-Luron en slip". In occasione del ventesimo anniversario di Gai-Luron, Gotlib disegna una pagina in cui “l'eroe dal sorriso così dolce” rilegge con nostalgia le proprie prime avventure, improvvisamente si accorge di essere nudo e decide di mettersi le mutande. Ma non appena si mette le mutande, Gai-Luron non è più il personaggio asessuato che era: sotto le mutande è visibile un'enorme protuberanza, con grande confusione di Belle-Lurette. Le nuove avventure di Gai-Luron e Belle-Lurette ruoteranno attorno al gioco della battaglia navale, un gioco che facevano spesso ai tempi di Pif , questo gioco permette loro di soddisfare finalmente le loro fantasie.
La serie conta dieci album nella collezione Fluide junior, l'album La Bataille navale ou Gai-Luron en slip (l'undicesimo) è classificato come numero speciale.
Nel 2016 viene concesso l’utilizzo del fumetto ai fumettisti Fabcaro e Pixel Vengeur che realizzano l'illustrazione dal titolo les nouvelles aventures de Gai-Luron.

## Pubblicazioni

### Pubblicato da Vaillant
- Gai-Luron, collection Les Rois du rire no 10 (1969)
- Gai-luron Poche[4]: 37 numéros, de 1967 à 1976 (Gotlib, puis très rapidement Henri Dufranne — au sujet de ce dernier, lire Hop! no 11 de 1977 (avec couverture), par Lewis)
- Hit Parade Comique Poche no 10: « Anthologie de Gai-Luron », juin 1976.

### Pubblicato da AUDIE
La serie originale è stata pubblicata dal 1975 al 1982 e poi ripubblicata a colori dal 1984 al 1988 nella collezione Fluide Junior creata per l'occasione.
1. Gai-Luron ou la joie de vivre (1975)
2. Gai-Luron en écrase méchamment (1975) (Prix du meilleur album à Angoulême en 1976)
3. Gai-Luron rit de se voir si beau en ce miroir (1976)
4. Gai-Luron et Jean-Pierre Liégeois (1976)
5. Gai-Luron fait rien qu'à copier (1977)
6. Gai-Luron ce héros au sourire si doux (1978)[6]
7. Gai-Luron s'en tire par une pirouette (1979)
8. Gai-Luron drague comme une bête (1980)
9. Gai-Luron n'engendre pas la mélancolie! (1981)
10. Gai-Luron tire une tronche pas possible (1982)

Nel 1986, Gotlib ha realizzato un album di addio al fumetto, riprendendo il personaggio degli esordi.
- La Bataille navale ou Gai-Luron en slip (1986)[7]
- Gai-Luron, éd. Shell/Bagheera/Audie (1994) (compilation des tomes 7 et 9)

Nel 2016, la serie è stata rilanciata con il titolo Les Nouvelles Aventures de Gai-Luron
- Tome 1: Gai-Luron sent que tout lui échappe scénario de Fabcaro, dessin et couleurs de Pixel Vengeur, 44 planches, Fluide Glacial, 2016 (DL 09/2016) (ISBN 978-2-352-07677-3[5]
- Tome 2: Gai-Luron passe à l'attaque!, scénario de Frédéric Felder, dessin et couleurs de Pixel Vengeur, 44 planches, Fluide Glacial, 2018 (DL 01/2018) ISBN 978-2-352-07971-2[8]

### Pubblicato da Cornelius
- Gai Luron - Poupée en papier à monter, 1993[9]. Cette pochette reprend les pages publiées dans le Vaillant no 1178, décembre 1967.

### Pubblicato da La Vache
Dal 2012, questa piccola azienda belga ripubblica il Gai-Luron di Henri Dufranne con il titolo Gai Luron - Inédits
- Opus 1, préface de Gotlib, 2012.
- Opus 2, 2013.
- Opus 3, 2013.
- Opus 4, 2013.
- Opus 5, 2014.